# Le pouvoir ne se partage pas
Le pouvoir ne se partage pas est un récit témoignage, ainsi qu'un livre de réflexions sur l'exercice du pouvoir en un temps de cohabitation, écrit par l'ancien Premier ministre Édouard Balladur.

## Présentation

### Contenu
Le pouvoir ne se partage pas est un récit témoignant du déroulement de la deuxième cohabitation de la Cinquième République, durant laquelle l'auteur devint Premier ministre face à un président de la République, François Mitterrand, qui était d'un bord politique opposé.
Le pouvoir ne se partage pas porte le sous-titre explicite Conversations avec François Mitterrand, ce qui, relié au titre, donne une précision sur le propos tenu par l'ancien Premier ministre tout au long de l'ouvrage. Il cherche à montrer, à travers les échanges qu'il a eus avec le président Mitterrand, les difficultés et les limites de la cohabitation évaluées à l'aune de cette expérience qui a duré de 1993 à 1995.
L'auteur indique comment, dans ces conditions, fut la direction de l'État à travers les initiatives de son gouvernement et le jeu des pouvoirs dans des stratégies successives d'opposition et de collaboration, de confiance sur certains dossiers, surtout en matière de politique extérieure, et de méfiance quand les enjeux politiques et les arrière-pensées électorales prenaient le pas sur la diplomatie.

### Historique de publication
Édouard Balladur écrit le livre durant l'année 2009. Après sa publication, il obtient le Prix Aujourd'hui 2010.

## Résumé

### I - Avant le pouvoir
Édouard Balladur retrace sa trajectoire biographique jusqu'à la présidence de François Mitterrand. Il détaille son rôle en tant que secrétaire général de la présidence de la République sous Georges Pompidou, où il avait conduit la politique intérieure du pays du fait de la maladie du président Pompidou. Il met ensuite en évidence le peu de contacts qu'il avait entretenus avec le président Mitterrand jusqu'aux années 1990.
La deuxième partie du chapitre commence le lundi 29 mars 1993, lorsque les élections législatives françaises de 1993 se concluent. Hubert Védrine, secrétaire général de l’Élysée, entre immédiatement en contact avec Nicolas Bazire pour qu'une connexion soit établie entre le palais et le futur Premier ministre. La répartition des rôles entre le président et le Premier ministre, notamment sur les questions internationales et militaires, est décidée le soir-même avec le président Mitterrand.
Le chapitre finit sur un portrait de François Mitterrand, où Édouard Balladur décrit les rapports qu'il entretenait avec le président.

### II - Les temps heureux (avril 1993 - décembre 1993)
L'auteur décrit les décisions de politique militaire et étrangère auxquelles il a pu présider, notamment en ce qui concernait l'engagement français dans la guerre de Bosnie-Herzégovine. Il met en lumière son seul désaccord politique de fond avec François Mitterrand, qui touchait aux affaires nucléaires ; le président ne souhaitait pas continuer les essais atomiques, contre la volonté du Premier ministre. François Mitterrand était aussi opposé à l'abrogation de la loi Falloux, qui limitait les subventions publiques aux établissements privés d'enseignement.
Édouard Balladur traite de son rapport à la popularité et aux sondages politiques, ainsi que de la tension croissante dans sa relation avec Jacques Chirac, qui vient à le considérer comme un rival à partir de cette date. 

### III - Premiers nuages (janvier 1994 - juillet 1994)
L'auteur revient sur l'implication de la France dans l'opération humanitaire au Rwanda durant le génocide des Tutsi. Il décrit comment l'attitude de François Mitterrand à son égard a commencé à changer, ce dernier se rapprochant progressivement de Jacques Chirac. Cette phase correspond à une détérioration de la popularité du Premier ministre dans les sondages.

### IV - L'embellie (juillet 1994 - janvier 1995)
Édouard Balladur décrit plusieurs évènements marquants de la période, parmi lesquels la prise d'otages du vol Air France 8969. Il décide d'entrer en campagne à la fin de l'année 1994. Il fait part de ses soupçons au sujet d'une aide que Mitterrand apporterait à Jacques Chirac en vue de la campagne.

### V - L'épreuve (janvier - mai 1995)
L'auteur décrit l'entrée en campagne et sa campagne. Il partage les commentaires de François Mitterrand au sujet de l'élection une fois Balladur éliminé au premier tour. Passant brièvement sur la passation de pouvoirs entre les deux présidents, il décrit sa dernière entrevue avec Mitterrand, quelques semaines avant sa mort.

### Épilogue
Edouard Balladur conclut son ouvrage en commentant l'actualité récente lors de la sortie du livre, dont la crise économique mondiale des années 2008 et suivantes. Il fustige le conformisme d'un retour au keynésianisme, tout en critiquant l'« avidité des plus puissants ». Il finit son livre en appelant à « une liberté mieux organisée et plus juste, mais tout de même la liberté, [qui] demeure le principe autour duquel rassembler les peuples du monde ».